# Zmajan
Koordinati:   43°41′56″N, 15°45′02″E
Zmajan je nenaseljen otok v Jadranskem morju, ki pripada Hrvaški.
Zmajan, (tudi Orut), na katerem stoji svetilnik, leži v šibeniškem arhipelagu, južno od Tijata in severozahodno od Obonjana.  Njegova  površina meri 3,30 km². Dolžina obalnega pasu je 12,273 km. Najvišji vrh z imenom Zmajan, ki leži na severozahodni strani otoka je visok 142 mnm. 
V preteklosti so bili na Zmajanu veliki nasadi vinske trte, oljk in fig.
Iz pomorske karte je razvidno, da svetilnik, ki stoji na rtu Sir pod 98 mnm visokim vrhom Galebinjak, oddaja svetlobni signal: R Bl 3s. 